# FCRLA
البروتين الشبيهة بمستقبل Fc-A (بالإنجليزية: Fc receptor-like A)‏ ومختصره (FCRLA) هو بروتين موجود عند الإنسان ومشفر بالمورثة FCRLA.